# Гірське пасмо

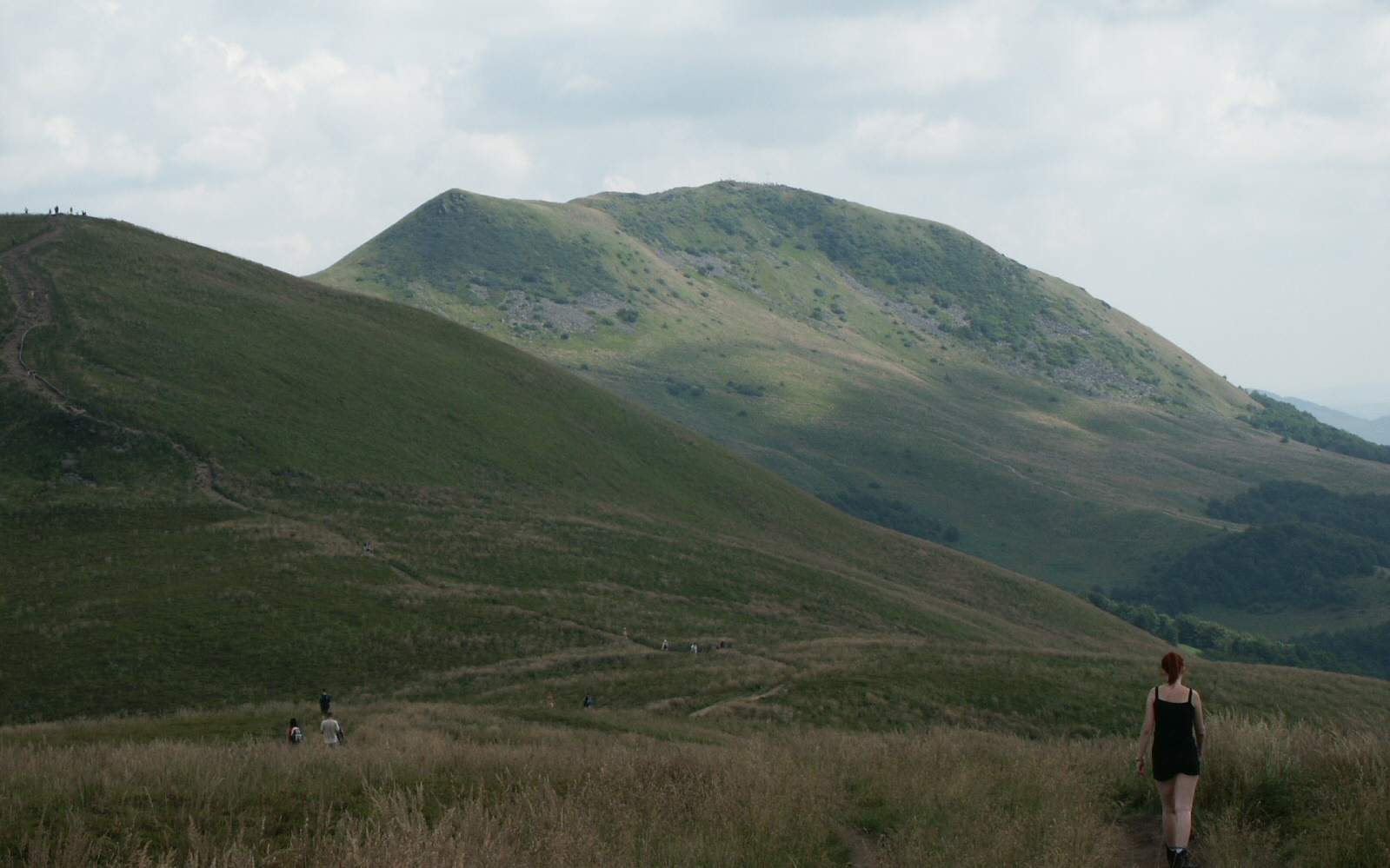
Західні Бещади — Гірське пасмо хребта Карпат

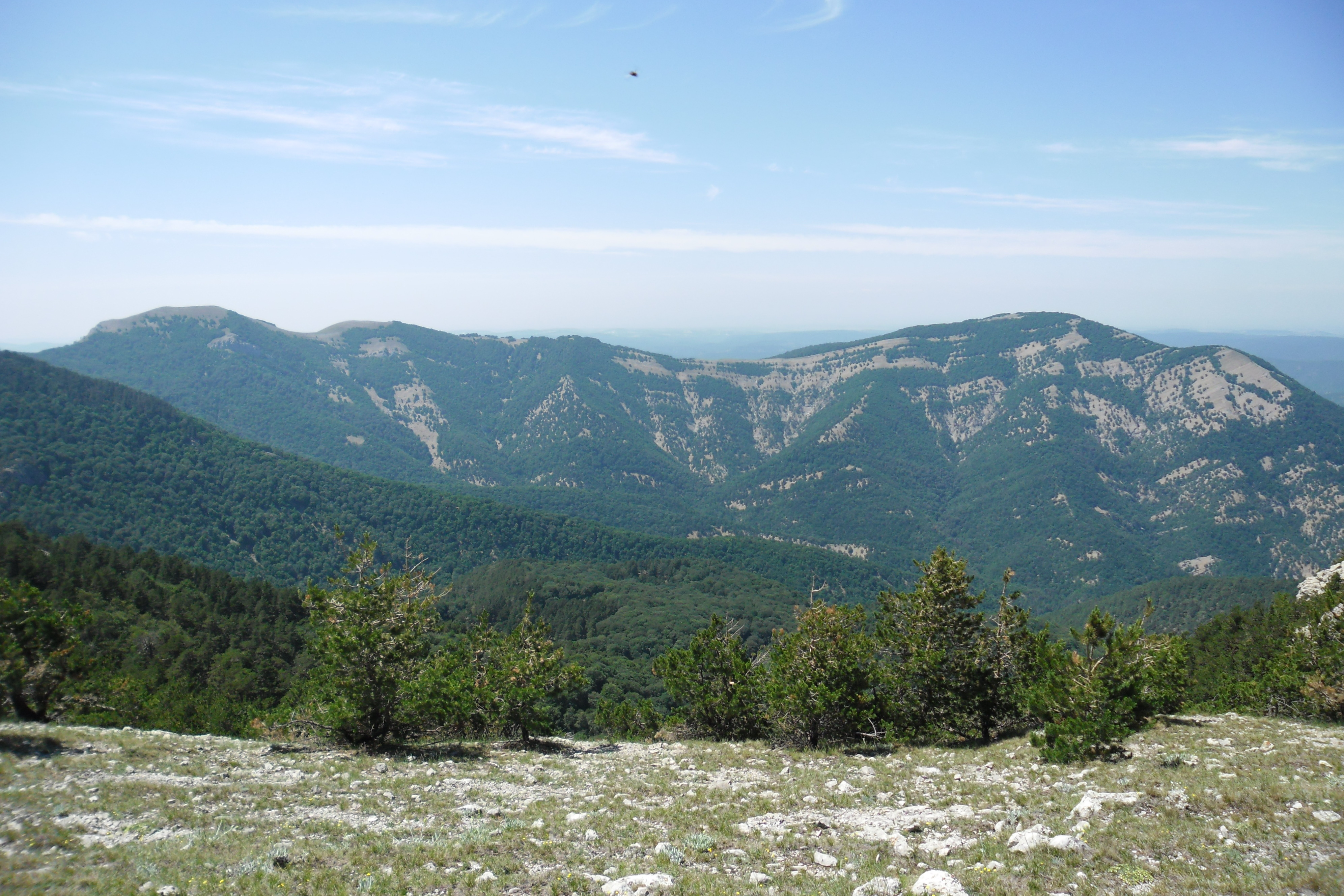
Гірський хребет Синап-Даг (пасмо) у Криму, Україна. Світлина з Бабуган-яйли.

Гірське́ па́смо — незалежна гірська група з чітко довгастої форми, що має центральний гребінь (часто вододіл). Гірські пасма здебільшого є частиною гірських хребтів.